# 平猺岭石刻
平猺岭石刻，位于中国广东省清远市连南县大平镇军寮村，为清远市连南县的一个县级文物保护单位，类型为石窟寺及石刻，公布时间为1986年5月。
平猺岭石刻的历史年代为明代。